# ジェームズ・ワトソン
ジェームズ・デューイ・ワトソン（James Dewey Watson, 1928年4月6日 - ）は、アメリカ出身の分子生物学者である。DNAの分子構造における共同発見者の一人として知られる。ワトソンおよびフランシス・クリック、モーリス・ウィルキンスらは、「核酸の分子構造および生体における情報伝達に対するその意義の発見」に対して、1962年にノーベル生理学・医学賞を受賞した。

## 人物・来歴
イリノイ州シカゴ生まれ。1947年にシカゴ大学卒業後、1950年に米インディアナ大学大学院で生物学のPhDを取得。
グアニン (G) と シトシン (C)、アデニン (A) と チミン (T) の四つの塩基とデオキシリボース(糖)とリン酸基の分子模型を用い、DNA構造の研究をしていた際に、ロザリンド・フランクリンが撮影したX線回折の写真をモーリス・ウィルキンスから紹介された。このX線回折のデータを参考にして、フランシス・クリックらと議論の末、DNAの二重螺旋構造を発見した。そのことが後の分子生物学の飛躍的発展に繋がり、彼はクリックやウィルキンスと共に1962年にノーベル生理学・医学賞を受賞した。
1956年から1976年には、ボストンのハーバード大学生物学専攻にて教授をつとめ、分子生物学を広めた。また、1968年から1993年にかけてニューヨークのコールド・スプリング・ハーバー研究所の所長、1993年から2007年までは会長をつとめた。1989年から1992年には、NIH（国立衛生研究所）の国立ヒトゲノム研究センター初代所長もつとめる。全米科学アカデミー及びイギリス王立協会（ロイヤルソサイエティ）会員。大統領自由勲章を受勲。ウッズホール海洋生物学研究所の在籍者の一人。
2007年5月31日には、ベイラー医科大学と米バイオ企業「454ライフサイエンシズ」が共同で解析したワトソンの遺伝子情報が、国立バイオテクノロジー情報センター(NCBI)のデータベースに公開された。誰のものかが明らかにされているゲノム情報が公開されたのはこれが史上初である。
後述する2007年の人種差別発言によって名声は地に堕ち、学会とも距離を置かれ、名声を取り戻すために大学に寄付をしようにもノーベル賞メダルを競売に出さざるを得ないほど経済的に困窮。2014年12月4日、DNAの二重らせん構造の発見で受賞したノーベル生理学・医学賞のメダルが、ニューヨークのクリスティーズで競売に掛けられ、475万7000ドル（当時のレートで日本円約5億4700万円）で落札された。存命のノーベル賞受賞者のメダルが競売されたのは、史上初めてとなる。当初、落札者は公開されていなかったが、ロシアの実業家で富豪であるアリシェル・ウスマノフが、自身が落札者だったことを明らかにした上で、「博士は史上最も偉大な生物学者の一人。メダルは自分で持っているべきだ」として無償で返還することを申し出た。
なお、共同受賞したクリックのメダルも、死後ではあるが2013年に競売にかけられ、再生医療に携わる中華人民共和国のバイオ企業経営者に落札されている。
また、中国にコールド・スプリング・ハーバー研究所を模して自らの名前を冠したワトソン・ゲノム科学研究所を設立しており、深圳市の上級顧問も務め、中国は科学技術の研究では米国を超えて世界一になったとして余生は深圳で建設を進める研究施設「ワトソン生命技術センター」でも生活して中国の発展に力を注ぎたいと述べている。

### 議論と批判
優れた業績の反面、問題発言が多いことでも知られる。また、経歴に関する幾つかの疑念が指摘されている。モーリス・ウィルキンスから見せられたロザリンド・フランクリンによるX線回折写真が、DNAの構造解明において死活的に重要となったが、ワトソン・クリック・ウィルキンスらがフランクリンの成果を入手した方法が不正であるという指摘をかねてから受け続けている。ワトソンはフランクリンのことを、回想録『二重らせん』の中で「気難しく、ヒステリックなダークレディ」と述べているが、自身らがフランクリンの写真を盗み見たことを正当化するために、彼女が亡くなったのを良いことに不当に貶めているとの批判をフランクリンの伝記作者から受けている。
2007年10月14日、「黒人は人種的・遺伝的に劣等である」という趣旨の発言が英紙サンデー・タイムズ一面に掲載された。同紙によるとインタビューにおいてワトソンは「アフリカの将来については全く悲観的だ」「（我々白人が行っている）アフリカに対する社会政策のすべては“アフリカ人の知性は我々と同等である”という前提で行われているが、それは間違いである」「黒人従業員の雇用者であれば、容易にそれを納得できるだろう」などと語ったという。この報道は欧米で大きな波紋を呼び、英国滞在中だったワトソンは謝罪と発言の真意が曲解されているとの旨のコメントを発するとともに、米国に緊急帰国した。結果として、コールド・スプリング・ハーバー研究所を辞職に追い込まれ、名声は地に堕ちた。2019年1月2日のPBSのドキュメンタリー番組でも同様の発言を行い、同研究所の名誉職を剥奪された。

## 主な受賞歴
- 1959年 ウォーレン賞
- 1960年 アルバート・ラスカー基礎医学研究賞、イーライリリー生物化学賞
- 1962年 ノーベル生理学・医学賞
- 1971年 ジョン・カーティー賞
- 1993年 コプリ・メダル
- 1994年 ロモノーソフ金メダル
- 1997年 アメリカ国家科学賞
- 2000年 メンデル・メダル
- 2001年 ベンジャミン・フランクリン・メダル
- 2002年 ガードナー国際賞
- 2006年 カール・ラントシュタイナー記念賞

## 主な著書
- 『二重らせん』（原題The Double Helix）江上不二夫・中村桂子訳（新版：講談社ブルーバックス、2012年）。ワトソンの回想録
- 『ワトソン・組換えDNAの分子生物学』松橋通生訳、丸善
- 『ワトソン・組換えDNA―新しい分子生物学の展望』―David T. Kurtz、John Tooze（共著）松橋通生訳、大坪栄一訳、丸善
- 『遺伝子の分子生物学』東京電機大学出版局
- 『DNA』（原題The Secret of life）アンドリュー・ベリー共著（青木薫訳、講談社、2003年）、のち同・ブルーバックス（上下）
- 『DNAのワトソン先生、大いに語る』吉田三知世訳、日経BP社、2009年